# جون مكافي
جون ديفيد مكافي أو ماكافي (بالإنجليزية: John McAfee)‏ (18 سبتمبر 1945 في إنجلترا - 23 يونيو 2021 في إسبانيا)؛ مبرمج حاسوب أمريكي ومؤسس شركة مكافي، يعد واحدًا من أوائل الأشخاص الذين صمموا برنامج مضاد للفيروسات وأحد أهم مطوري برامج البحث المسحي عن الفيروسات.

## النشأة
ولد في إنجلترا ونشأ في سالم بولاية فرجينيا. حصل على شهادة البكالوريوس في الرياضيات من كلية رونوك في عام 1967، وحصل على الدكتوراه الفخرية من كلية رونوك في عام 2008

## المشاريع
عمل جون كمبرمج بمعهد ناسا لدراسات الفضاء في مدينة نيويورك من سنة 1968 حتى 1970. من هناك ذهب إلى يونيفاك كمصمم برمجيات وفيما بعد إلى زيروكس وعمل كمهندس تشغيل أنظمة. في عام 1978 انضم إلى مؤسسة علوم الكمبيوتر كمستشار لبرمجيات. في وقت لاحق، في حين كان يعمل بشركة لوكهيد في الثمانينات، تلقى جون نسخة من فيروس كمبيوتر باكستاني وبدأ منذ ذلك الحين تطوير البرمجيات لمكافحة الفيروسات.
في عام 1987 أسس شركة مكافي «مكافي أسوشييتس»، وفي عام 1989، استقال من العمل لدى لوكهيد وتفرغ للعمل في شركته مكافي، والتي كان مقرها في بداية الأمر في منزله في سانتا كلارا، كاليفورنيا. استقال جون من العمل في الشركة التي تحمل اسمه عام 1994. وبعد عامين أصبحت مكافي شركة مساهمة، وباع جون حصته المتبقية في الشركة.
عام 1997 نتيجة لدمج شركتي «مكافي أسوشييتس» و «نيتورك جنيرال». أصبحت الشركة الجديدة تدعى «نيتورك أسوشييتس»، وهي التسمية التي أحتفظت بها لمدة سبع سنوات إلى أن تم إعادة تسميتها «مكافي».
مكافي لا تزال حتى اليوم واحدة من أكبر شركات مكافحة الفيروسات في العالم.
أسس جون كذلك مشاريع أعمال أخرى مثل وضعه واحدا أوائل برامج الرسائل الفورية المسمى PowWow 
في عام 2000، استثمرت جون مكافي في وانضم إلى مجلس إدارة «زون لابز» Zone Labs قبل الاستحواذ عليها من قبل «شيك بوانت» في عام 2003.
في أغسطس 2009، ذكرت صحيفة نيويورك تايمز ان ثروة جون مكافي الشخصية قد انخفضت إلى 4 ملايين دولار من ذروة بلغت 100 مليون دولار، نتيجة لتأثير الأزمة المالية العالمية والركود الأقتصادي على استثماراته.
في فبراير 2010، بدأ جون مشروع جديد في مجال الاستشعار عن النصاب البكتيرية أو كشف النّصاب البكترية.
يمتلك جون الآن شركة يقع مقرها الرئيسي في بليز وتعمل على إنتاج المضادات الحيوية الطبيعية والتي تصنع جميعها على أساس تكنولوجيا الاستشعار عن النصاب البكتيرية.

## الحياة الشخصية
يعتبر جون مكافي معلما لليوغا ولقد ألف عدة كتب عن اليوغا.
في مقال عام 2012 نشرت «نشرية منسا» وهي مجلة تصدرها جمعية منسا الأمريكية، ذكر أنه اعتبار من كونه المطور الأول لبرنامج مكافحة الفيروسات التجارية جعل منه «الهدف الأكثر شعبية للقرصنة»، مضيفا «القراصنة يتربصون بي وذلك وسام شرف». وأضاف أنه يتخذ إجراءات أمنية كثيرة من أجل المحافظة على أمنه المعلوماتي الشخصي فهو يستخدم أشخاصا من أجل شراء معدات الكمبيوتر التي يحتاجها، كما أنه يستخدم أسماء مستعارة للدخول إلى أجهزة الكمبيوتر وتسجيل الدخول، كما أنه يغير عنوان آي بي الخاص بأجهزته عدة مرات في اليوم.

## المشاكل القانونية
في 30 أبريل 2012، تمت مداهمة منزل مكافي في مدينة أورانج ووك بليز، من قبل وحدة قمع.
وذكر بيان صحفي أنه اعتقل لتصنيع المخدرات غير المرخصة وحيازة سلاح غير مرخص.
وقال المتحدث باسم الشرطة بليز رافاييل مارتينيز «كان يشتبه أنه يصنع المخدرات ولكن لم تتم إدانته ولا اتهم.لقد كان محل اشتباه فقط».
في 12 نوفمبر 2012، بدأت الشرطة بليز البحث عن مكافي بكونه «شخص مطلوب» في قضية قتل بطلق ناري تعرض له أحد جيرانه في 10 نوفمبر 2012، أختفى بعدها جون لكنه في اتصال مع أحد عناصر الشرطة شدد جون على براءته وقال أن سبب اختفائه هو خوفه من الاعتقال والقتل ، بعد ذلك أطلق جون مدونة  على الإنترنت للبحث عن القاتل وإثبات براءته.

## الموت
في 23 يونيو 2021، عُثر على مكافي ميتًا في زنزانته في سجن برشلونة في مركز بريانس 2 للسجن، بعد ساعات من أمر المحكمة الوطنية الإسبانية بتسليمه إلى الولايات المتحدة بتهم جنائية رفعها قسم الضرائب بوزارة العدل في تينيسي. أثار موته نظريات المؤامرة على الإنترنت بطريقة مشابهة لـ «إبستاين لم يقتل نفسه».  قالت وزارة العدل الكاتالونية في بيان إن «كل شيء يشير إلى» أن مكافي انتحر. ومع ذلك، وفي عدة مناسبات قبل وفاته، أكد مكافي أنه إذا تم العثور عليه ميتًا شنقًا، فهذا يعني أنه قُتل. في يوم وفاته، تم نشر صورة "Q" على حسابه على إنستغرام، ربما في إشارة إلى نظرية مؤامرة كيو أنون.